# Општина Гребенишу де Кампије (Муреш)
Гребенишу де Кампије (рум. Grebenişu de Câmpie) општина је у Румунији у округу Муреш.
Oпштина се налази на надморској висини од 394 m.